# David Davidson (Drehbuchautor)
David Albert Davidson (* 11. Mai 1908 in New York City, New York; † 1. November 1985 ebenda) war ein US-amerikanischer Drehbuchautor.
Davidson diente während des Zweiten Weltkrieges als Offizier bei den US-Streitkräften und war nach Kriegsende in der US-Militärregierung für den Wiederaufbau einer demokratischen Presse in Bayern verantwortlich.
So war er unter anderem mit der Zulassung des Donaukuriers betraut. Seine Erfahrungen aus dieser Zeit verarbeitete er in mehreren Romanen. Nach der Demobilisierung als Soldat kehrte er in die USA zurück und arbeitete als Drehbuchautor für verschiedene Fernsehsender und die United States Information Agency. Für sein Script zum Dokumentarfilm The Ship That Wouldn’t Die — The U.S.S. Franklin erhielt er den Screen Writers Guild Award 1970.
Sein Nachlass aus den Jahren 1945 bis 1969 wird im Archiv der Wisconsin Historical Society verwahrt.

## Romane (Auswahl)
- We Few, We Happy Few (1974)
- The Quest of Juror 19 (1971)
- In Another Country (1950)
- The Hour of Truth (1949)
- The Steeper Cliff (1947)

## Filmografie (Auswahl)
- The Ship That Wouldn’t Die — The U.S.S. Franklin (1970)
- Judd for the Defense, Folge: Death from a Flower Girl (1967)
- Saints and Sinners, Folgen: New Lead Berlin (1963), A Night of Horns and Bells (1962) und The Man on the Rim (1962)
- Preston & Preston, Folge: Death Takes the Stand (1962)
- Armstrong Circle Theatre, Folgen: Merchants of Evil (1962) und Money for Sale (1958)
- Moment of Fear, Folge: Fire by Night (1960)
- Dillinger (1960)
- Playhouse 90, Folgen: A Dream of Treason (1960), Target for Three (1959), Seven Against the Wall (1958) und The Return of Ansel Gibbs (1958)
- Kraft Television Theatre, Folgen: Angry Harvest (1958) und The Velvet Trap (1958)
- The Alcoa Hour, Folgen: The President (1956) und Thunder in Washington (1955)
- Studio One, Folge: Julie (1955)
- Playwrights '56, Folge: The Answer (1955)
- The Elgin Hour, Folgen: Combat Medics (1955), High Man (1954) und Family Crisis (1954)
- The United States Steel Hour, Folgen: Haven's End (1954) und P.O.W. (1953)
- The Motorola Television Hour, Folgen: Atomic Attack (1954), The Sins of the Fathers (1954) und The Last Days of Hitler (1954)
- Campbell Playhouse, Folge: The Man of the House (1954)
- Medallion Theatre, Folge: Sinners (1954)
- Tales of Tomorrow, Folge: Flight Overdue (1952)